# Amadori (cognome)
Amadori è un cognome di lingua italiana.

## Varianti
Amadore, Amadoro, Amadorucci, Amadoruzzi, Amaduri, Amante, Amanti, Amatore, Amatori, Amaturi, D'Amante, D'Amanti, Damante, Damanti.

## Origine e diffusione
Il cognome è prevalente al centro-nord Italia.
Potrebbe derivare da un prenome e avere il significato di "colui che ama". È vagamente simile ai cognomi Amore, Amato, Amabile e Amoroso.
Tutte le varianti sono maggiormente diffuse in Italia meridionale.

## Persone
- Alessandro Amadori (1960) – psicologo, saggista e sondaggista italiano
- Cesare Amadori – pittore e scultore del XIX secolo
- Enzo Amadori (1925) – cantante, compositore e produttore discografico italiano